# Simulcra
Simulcra est un jeu vidéo développé par Graftgold et édité par Microprose, sorti en 1990 sur Amiga et Atari ST.
Dans un monde où les conflits se déroulent sous forme de simulation, le système Simulcra se retrouve corrompu par un virus qui annihile les forces de l'alliance. Le jeu se présente comme un shoot them up en 3D temps réel libre, à la manière de Virus (1988) de David Braben, mais dans des environnements vectoriels abstraits à la Tron. Le but du jeu est de conquérir 30 matrices, des champs de guerre générés par le système, à l'aide d'un engin de combat modulable se déplaçant aussi bien au sol que dans les airs.

## Système de jeu
Le joueur contrôle un vaisseau en vue arrière et il doit se frayer un chemin à la fin de chaque matrice (niveau) en débloquant les accès et en éliminant les ennemis (tanks, droïdes, tourelles et vaisseaux). Les matrices prennent la forme d'un réseau labyrinthique, vaste étendue sans relief, où des couloirs de « vide » forment des zones infranchissables autrement que par les airs. Elle est également divisée en plusieurs secteurs par des barrières d'énergie qu'il faut désactiver en détruisant les générateurs. Les ennemis ou les bâtiments renferment des pods qui permettent de renforcer l'armement (mitraillette, missile) ou l'équipement du vaisseau (ailes, bouclier, radar).

## Développement
Dominic Robinson, l'auteur de Zynaps, a développé le moteur 3D et a conçu l'essentiel du jeu. À l'époque, il est le seul programmeur 3D de la société et le développement est assez épuisant. Steve Turner, le patron de Graftgold, explique avoir fait une refonte du gameplay pour mieux exploiter son moteur. Il estime que la dépendance financière de l'équipe envers l'éditeur a nui au projet.
- Programmation : Dominic Robinson, Andrew Braybrook, Steve Turner, Darran Eteo
- Graphisme : John Cumming
- Musique : Jason Page
- Effets sonores : Steve Turner.
- O.O.P.S Kernel : Dominic Robinson

## Accueil
ACE 936/1000 • Amiga Format 80 % • C+VG 93 % • CU Amiga 90 % • Génération 4 82 % • Joystick 87 % • Zzap! 88 %